# فرودگاه بین‌المللی فینکس اسکای هاربر
فرودگاه بین‌المللی فینکس اسکای هاربر (به انگلیسی: Phoenix Sky Harbor International Airport) بزرگ‌ترین فرودگاه ایالت آریزونا در آمریکا است. این فرودگاه در شهر فینکس قرار دارد.

## شرکت‌های هواپیمایی و مقصدهای پروازی

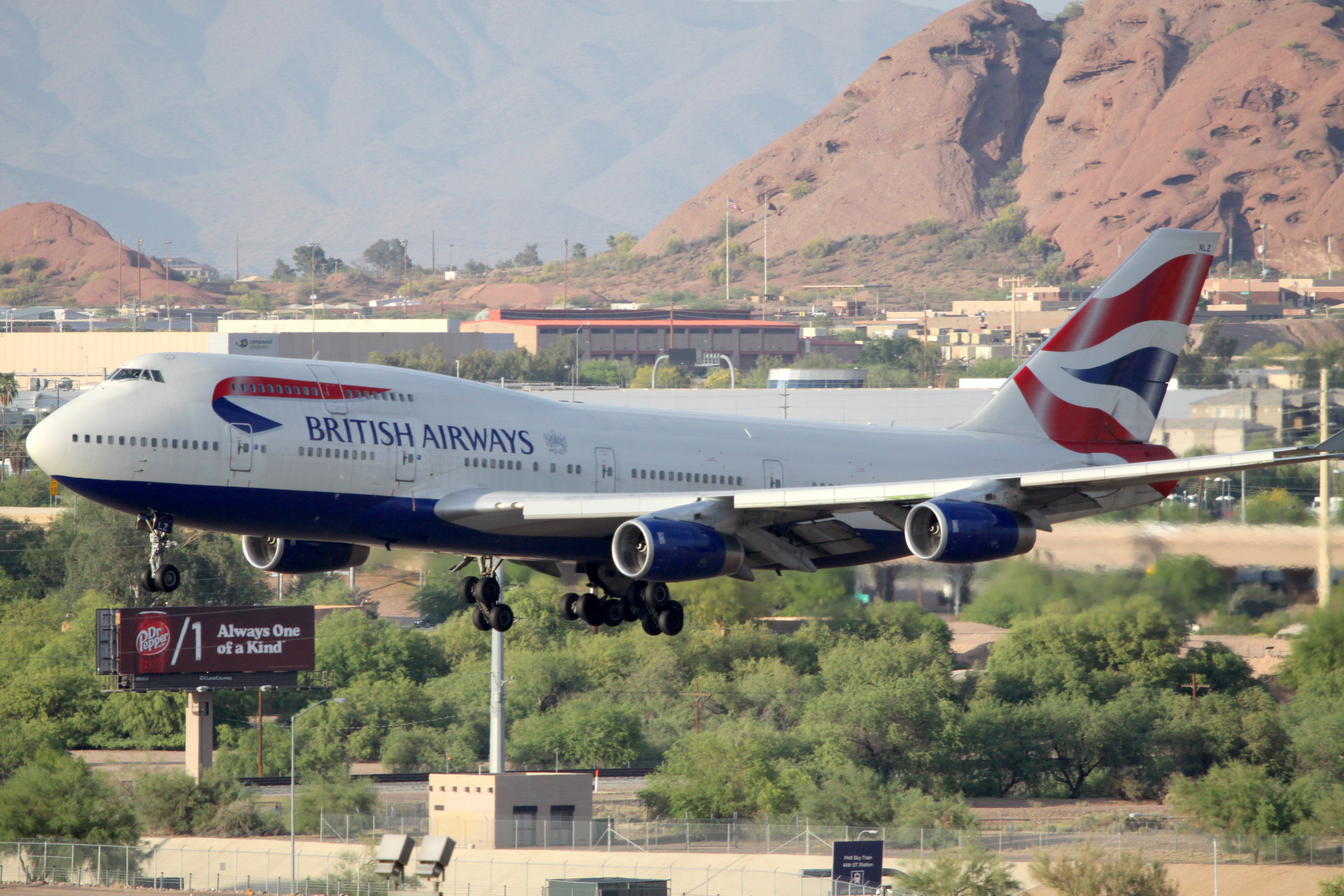
بریتیش ایرویز بوئینگ ۷۴۷–۴۰۰ from هیترو لندن on approach to runway 26.

بریتیش ایرویز provides the airport's only transatlantic flight, with nonstop service to هیترو لندن، as well as the only passenger flights on a بوئینگ ۷۴۷ to the airport. لوفت‌هانزا had operated the second transatlantic flight from Phoenix, to فرانکفورت، between 2001 and 2004. America West once operated Boeing 747s to Hawaii and Japan from Sky Harbor, but since this ended the Heathrow service is the only service outside آمریکای شمالی or آمریکای مرکزی،  although American and هاوایین ایرلاینز offer non-stop service outside the سرزمین اصلی ایالات متحده آمریکا to Hawaii and to کاستاریکا (American). امریکن ایرلاینز and ولاریس offer non-stop service to cities in مکزیک and امریکن ایرلاینز، ایر کانادا،  and وست جت offer non-stop service to parts of Canada, while American and Alaska Airlines, offer non-stop service to parts of آلاسکا. Only American Airlines offers service to Central America.
در حالی که فونیکس یکی از شلوغ‌ترین فرودگاه‌های جهان است، فقدان مقاصد بین‌المللی از فونیکس، برنامه بازاریابی توسعه خدمات هوایی را آغاز کرده‌است. وزارت هوانوردی یک برنامه توسعه خدمات هوایی بین‌المللی را برای تشویق سرویس‌های هوایی جدید بین فرودگاه بین‌المللی Phoenix Sky Harbor (PHX) و مقاصد بین‌المللی واجد شرایط و بدون خدمات ارائه می‌دهد. خطوط هوایی که در طول دوره برنامه خدمات جدیدی را به بازارهای بین‌المللی واجد شرایط و بدون خدمات ارائه می‌کنند، واجد شرایط بازپرداخت بازاریابی و معافیت از هزینه فرود خواهند بود. برنامه پیشنهادی برای همه خطوط هوایی آزاد است. برای واجد شرایط بودن برای دریافت این بودجه، شرکت هواپیمایی باید حداقل سه سفر رفت و برگشت هفتگی جدید را برای یک سال متوالی انجام دهد. بسته به فرکانس و مقصد تا ۱ میلیون دلار جایزه تعلق می‌گیرد. علاوه بر مسیرهای بین قاره ای، آنها همچنین به خطوط هوایی که پروازهای جدیدی را به مقاصد آمریکای شمالی مانند مکزیکو سیتی، تورنتو و بوستون، افزایش یا ایجاد می‌کنند، کمک مالی خواهند کرد.
The strategy began to payoff when on ۲۲ ژوئن ۲۰۱۷, کوندور فلوگدینست announced it would begin flying to Phoenix during 2018, marking the return of a German airline to Sky Harbor.

### Passenger
| شرکت‌های هواپیمایی   | مقصدهای پروازی | Refs   |
| ------------------- | --- | ------ |
| ایر کانادا اکسپرس   | ونکوور فصلی: کالگری | [ ۴ ]  |
| ایر کانادا روژ      | کالگری، پیرسون تورنتو فصلی: مونترآل-پییر الیوت ترودو (آغاز از ۲۲ فوریه ۲۰۱۸)، ونکوور | [ ۴ ]  |
| آلاسکا ایرلاینز     | پورتلند، سیاتل-تاکوما فصلی: تد استیونز انکوریج | [ ۶ ]  |
| امریکن ایرلاینز     | هارتسفیلد-جکسون آتلانتا، آستین، ثرگود مارشال بالتیمور واشینگتن، بویزی، لوگان، کانکون، کینتانا رو، شارلوت داگلاس، اوهر شیکاگو، پورت کلمبوس، دالاس-فورت ورث، دنور، دی موین، آیووا، متروپولیتن شهرستان وین دیترویت، بین الملی هونولولو، جرج بوش، ایندیاناپلیس، کاهولوی، کونا، کانزاس‌سیتی، مک‌کاران، لیهوئه، لس‌آنجلس، ژنرال رافائل بولنا، ممفیس، مکزیکو سیتی، میامی، ژنرال میچل، مینیاپولیس−سنت پل، جان اف کندی، لیبرتی نیوآرک، اوکلند، صحرایی اپلی، انتاریو، جان وین، اورلاندو، فیلادلفیا، پیتسبورگ، پورتلند، ال آی سی. گوستاو دیاز اورداز، رنو تاهوئه، سکرامنتو، سالت‌لیک‌سیتی، سن آنتونیو، سن دیه‌گو، سانفرانسیسکو، سان خوزه، لوس کابوس، سیاتل-تاکوما، اسپوکن، لامبرت-ست لوی، تمپا، ونکوور، ملی رونالد ریگان واشینگتن فصلی: آلبوکرکی، تد استیونز انکوریج، ایکستاپا-سیواتانخو، جکسن هول، خوآن سانتاماریا | [ ۷ ]  |
| امریکن ایگل         | آلبوکرکی، آستین، صحرایی میدوس، بویزی، باب هوپ، شهرستان دورانگو-لا پلاتا، اوژن، ال پاسو، فلگ‌استاف پولیام، فرسنو یوسیمیتی، محلی گرند جانکشن، دن میگوئل هیدالگو وای کوستیا، ژنرال ایگناسیو پسکویرا گارسیا، جرج بوش، کانزاس‌سیتی، لاوگهلین/بولهاد، لانگ بیچ، لس‌آنجلس، لوبوک پرستون اسمیت، رگو ولی-مدفورت، ممفیس، میدلند، منطقه‌ای مانتری، اوکلند، صحرایی اپلی، انتاریو، پام اسپرینگز، رابرت فیلد، مرکز هوایی بین‌المللی راسول، شهری سنت جورج، سالت‌لیک‌سیتی، سن آنتونیو، منطقه‌ای سن لویس شهرستان ابیسپو، شهرستان سانتا باربارا، شهرستان سانتا فه، چارلز م. شولتس شهرستان سنوما، محلی سو فالز، توسان، یوما فصلی: شهرستان اسپن – پیتکین (آغاز از ۱۵ دسامبر ۲۰۱۷)، دی موین، آیووا، منطقه‌ای شهرستان ایگل، ادمونتون، پلایا دو اورو، ژنرال رافائل بولنا، منطقه‌ای مونتروز، سان خوزه                                | [ ۷ ]  |
| بوتیک ایر           | شهری کرتز، منطقه‌ای شو لو، شهرستان گرنت | [ ۹ ]  |
| بریتیش ایرویز       | هیترو لندن | [ ۱۰ ] |
| کوندور فلوگدینست    | فصلی: فرانکفورت (آغاز از ۱۸ مه ۲۰۱۸) | [ ۱۱ ] |
| دلتا ایرلاینز       | هارتسفیلد-جکسون آتلانتا، متروپولیتن شهرستان وین دیترویت، لس‌آنجلس، مینیاپولیس−سنت پل، جان اف کندی، سالت‌لیک‌سیتی فصلی: سیاتل-تاکوما | [ ۱۲ ] |
| دلتا کانکشن         | لس‌آنجلس، سالت‌لیک‌سیتی، سیاتل-تاکوما | [ ۱۲ ] |
| فرانتیر ایرلاینز    | هارتسفیلد-جکسون آتلانتا، آستین (آغاز از ۱۱ اکتبر ۲۰۱۷), اوهر شیکاگو، سینسیناتی/کنتاکی شمالی، کلیولند هاپکینز، کلرادو اسپرینگز، دنور، متروپولیتن شهرستان وین دیترویت، پورتلند، سالت‌لیک‌سیتی، سن آنتونیو (آغاز از ۱۰ اکتبر ۲۰۱۷), سانفرانسیسکو، سیاتل-تاکوما فصلی: دی موین، آیووا، ژنرال میچل، نشویل، لامبرت-ست لوی | [ ۱۴ ] |
| گریت لیکز ایرلاینز  | شهری پیج | [ ۱۵ ] |
| هاوایین ایرلاینز    | بین الملی هونولولو | [ ۱۶ ] |
| جت‌بلو               | لوگان، جان اف کندی | [ ۱۷ ] |
| ساوت‌وست ایرلاینز    | آلبوکرکی، هارتسفیلد-جکسون آتلانتا، آستین، ثرگود مارشال بالتیمور واشینگتن، بویزی، بوفالو نیاگارا، باب هوپ، میدوی شیکاگو، کلیولند هاپکینز، پورت کلمبوس، دالاس لاو، دنور، متروپولیتن شهرستان وین دیترویت، ال پاسو، فورت لادردیل–هالیوود، ویلیام پی. هابی، ایندیاناپلیس، کانزاس‌سیتی، مک‌کاران، لس‌آنجلس، لوئیویل، ژنرال میچل، مینیاپولیس−سنت پل، نشویل، لوئیز آرمسترانگ نیو اورلنان، لیبرتی نیوآرک، اوکلند، ویل راجرز، صحرایی اپلی، انتاریو، جان وین، اورلاندو، فیلادلفیا، پیتسبورگ، پورتلند، رالی-دورهام، رنو تاهوئه، سکرامنتو، سالت‌لیک‌سیتی، سن آنتونیو، سن دیه‌گو، سانفرانسیسکو، سان خوزه، سیاتل-تاکوما، اسپوکن، لامبرت-ست لوی، تمپا، تالسا، اکلاهما، ویچیتا مید-کانتیننت فصلی: دی موین، آیووا (آغاز از ۱۳ ژانویه ۲۰۱۸), صخره کوچک ملی                                                                  | [ ۱۸ ] |
| اسپیریت ایرلاینز    | دالاس-فورت ورث، دنور فصلی: اوهر شیکاگو، مینیاپولیس−سنت پل | [ ۱۹ ] |
| سان کانتری ایرلاینز | مینیاپولیس−سنت پل | [ ۲۰ ] |
| یونایتد ایرلاینز    | اوهر شیکاگو، دنور، جرج بوش، لیبرتی نیوآرک، سانفرانسیسکو، دالس واشینگتن | [ ۲۱ ] |
| یونایتد اکسپرس      | دنور، لس‌آنجلس، سانفرانسیسکو فصلی: جرج بوش | [ ۲۱ ] |
| ولاریس              | بچیگوایلاتو، دن میگوئل هیدالگو وای کوستیا فصلی: ژنرال ایگناسیو پسکویرا گارسیا | [ ۲۲ ] |
| وست جت              | کالگری فصلی: ادمونتون، کلونا، رجاینا، ساسکاتون جان گ. دیفنبکر، پیرسون تورنتو، ونکوور، وینیپگ جیمز آرمسترانگ ریچاردسون | [ ۲۳ ] |

### باری
| شرکت‌های هواپیمایی                                  | مقصدهای پروازی                                                              |
| -------------------------------------------------- | --------------------------------------------------------------------------- |
| Amazon Prime Air اجرا توسط ایر ترنسپورت اینترنشنال | ثرگود مارشال بالتیمور واشینگتن، سینسیناتی/کنتاکی شمالی، استاکتون متروپولیتن |
| امری‌فلایت                                          | لس‌آنجلس، تیخوانا                                                            |
| دی‌اچ‌ال اوییشن اجرا توسط ای‌بی‌ایکس ایر               | سینسیناتی/کنتاکی شمالی، سن دیه‌گو                                            |
| دی‌اچ‌ال اوییشن اجرا توسط اطلس ایر                   | سینسیناتی/کنتاکی شمالی                                                      |
| فدکس اکسپرس                                        | دالاس-فورت ورث، ایندیاناپلیس، لس‌آنجلس، ممفیس، اوکلند                        |
| فدکس اکسپرس اجرا توسط کورپوریت ایر                 | بیلینگز لوگان                                                               |
| فدکس اکسپرس اجرا توسط امپایر ایرلاینز              | فلگ‌استاف پولیام، لیک هاواسو سیتی، یوما                                      |
| یوپی‌اس ایرلاینز                                    | آلبوکرکی، بین الملی هونولولو، لوئیویل، انتاریو                              |